# Séisme de 1973 de Veracruz
Le séisme de Veracruz ou séisme  d'Orizaba est un séisme majeur survenu le 28 août 1973 au Mexique, à la limite des États de Puebla et d'Oaxaca.
Sa magnitude de moment atteint 7,3 ; la secousse qui dure environ deux minutes fait plus de mille deux cents victimes et endommage ou détruit de nombreux bâtiments anciens.

## Séisme
Le séisme se produit dans la partie centrale de l'État de Veracruz le mardi 28 août 1973, à 3 heures 45 du matin, mais certaines sources donnent 3 heures 51 ou 3 heures 52. La secousse de deux minutes atteint une magnitude de moment de 7,3 selon le service sismologique national (es). L'État de Veracruz est touché, mais celui de Puebla également. La ville la plus meurtrie est Orizaba qui déplore 538 ou 539 morts suivant les sources. Au total, plus de mille deux cents victimes sont à déplorer, sans compter quatre mille blessés,,,. Dans l'État de Puebla, c'est la ville de Ciudad Serdán (es) qui paie le plus lourd tribut au tremblement de terre, avec plus de cent cinquante morts.
L'épicentre du phénomène est situé par 18.2750 de latitude nord et par 96.584° de longitude ouest ; l'hypocentre est localisé à une profondeur approximative de cent kilomètres.

## Conséquences
Trois jours après le tremblement de terre, la quantité de cercueils entassés dans les rues centrales d'Orizaba rendait ces dernières impraticables. Le manque de cercueils contraint les autorités à recouvrir simplement les corps de draps. Des exagérations médiatiques sont recensées, notamment des affirmations que la ville serait entièrement rasée. Néanmoins, de nombreux bâtiments sont effectivement complètement détruits, notamment la Plaza de Toros et le Cine Real. D'autres, comme l'hôpital civil, sont très lourdement endommagés. Le président Luis Echeverría se rend sur place pour coordonner les opérations de recherche et de sauvetage menées par l'armée et le rétablissement d'urgence de l'adduction d'eau,.
Une des caractéristiques du drame est qu'il est survenu durant la plus violente saison pluvieuse advenue en trente ans. Les inondations avaient déjà causé avant le séisme la mort de 76 personnes et le déplacement de quatre cent mille autres. Les précipitations et les inondations empêchent en grande partie les opérations de recherche et de secours. Dix villages isolés sont ainsi injoignables plus de trois jours après le séisme,.